# Мегаладапиды
Мегаладапиды (лат. Megaladapidae) — семейство вымерших млекопитающих из надсемейства Lemuroidea отряда приматов. По внешнему виду это были лемуры больших размеров, в длину достигали от 1,3 до 1,5 метра.
Ряд исследователей объединяет данное семейство с семейством лепилемуровых (Lepilemuridae). Другие учёные придерживаются точки зрения, что мегалапиды отделились от эволюционного древа лемурообразных ранее и не являются сестринским таксоном ни для лепилемуровых, ни для лемуровых. Изучая  строение   гортани   Мегаладаписа  Эдвардса  , учёные  воссоздали  его  голос  благодаря  редактированию  звукозаписи  рёва  Бурого  медведя  , смешанного  с  рыком Южноамериканского   чёрного  ревуна  .
По  словам  учёных  , самцы  своими  громкими  криками  призывали  самок  к  спариванию  и  отгоняли  хищников  от  детёнышей  .

## Классификация
В семействе описан единственный вымерший род с двумя подродами и тремя видами:
- Род Megaladapis Forsyth Major, 1894
  - Подрод Peloriadapis
    - Megaladapis edwardsi

  - Подрод Megaladapis
    - Megaladapis madagascariensis
    - Megaladapis grandidieri